# Planty Mistrzejowickie
Planty Mistrzejowickie – park miejski w Krakowie, znajdujący się w Dzielnicy XV Mistrzejowice. Powierzchnia parku wynosi 10,51 ha.
Rozległy park usytuowany jest na długości około 0,7 km pomiędzy ulicą Srebrnych Orłów (na południu), osiedlami: Złotego Wieku (na zachodzie) i Bohaterów Września (na wschodzie) oraz ogródkami działkowymi (na północy). Po wschodniej stronie na długim odcinku wzdłuż granic parku przebiega ulica Obrońców Warszawy, po stronie zachodniej, na odcinku krótszym, ulica Wawelska.

## Historia i charakterystyka
Park został zaprojektowany jako element założenia architektoniczno-urbanistycznego Mistrzejowic, które w zamierzeniu miało stanowić rozbudowę ówczesnej dzielnicy Nowa Huta. Projekt założenia opracował zespół pod kierownictwem prof. Witolda Cęckiewicza z którym współpracowali Maria Czerwińska – autorka szczegółowych projektów urbanistycznych, Jerzy Gardulski i Maria Rekaszys. Projekty poszczególnych budynków sporządzili Maria i Jerzy Chronowscy, z którymi współpracowali Tadeusz Bagiński, Stefan Golonka, Ewa Podolak i Olgierd Krajewski. Konkurs architektoniczny, w wyniku którego wyłoniono projekt, rozstrzygnięto w 1963 roku. Osiedla wchodzące w skład założenia – Tysiąclecia, Złotego Wieku, Bohaterów Września i Piastów – zrealizowano w latach 1968–1982. Planty Mistrzejowickie założone zostały na początku lat 70. XX wieku. Miały wraz z Plantami Bieńczyckimi tworzyć ciąg parków, wiodących od Nowej Huty przez nowsze osiedla Bieńczyc i Mistrzejowic do parku wokół Fortu Batowice.
Na rozległym terenie parku znajdują się m.in. place zabaw, trial park, dwa wielofunkcyjne boiska sportowe, scena plenerowa oraz skatepark o nawierzchni betonowej, którego budowa trwała od maja do listopada 2011 roku. Inicjatorem tej realizacji była Rada Dzielnicy XV Mistrzejowice, a zleceniodawcą budowy Zarząd Infrastruktury Komunalnej i Transportu. Łączny koszt budowy wyniósł około 740 tys. złotych. Mimo że obiekt został udostępniony jesienią 2011 roku, symboliczne otwarcie z udziałem Prezydenta Krakowa Jacka Majchrowskiego odbyło się 19 maja 2012 roku. Planty Mistrzejowickie są również przestrzenią do geocachingu – na terenie parku zlokalizowano jedną ze skrzynek.

## Galeria

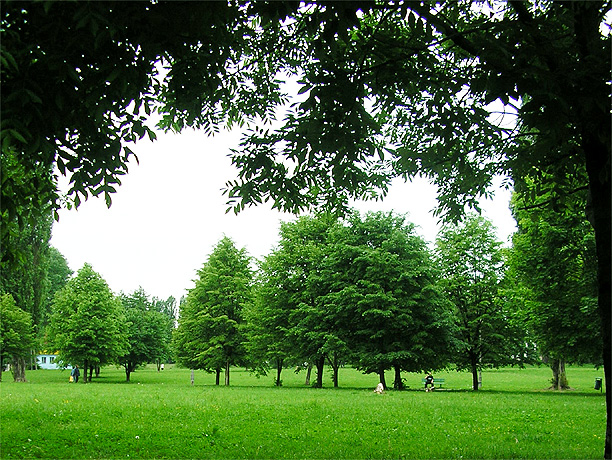
Planty Mistrzejowickie (2006)
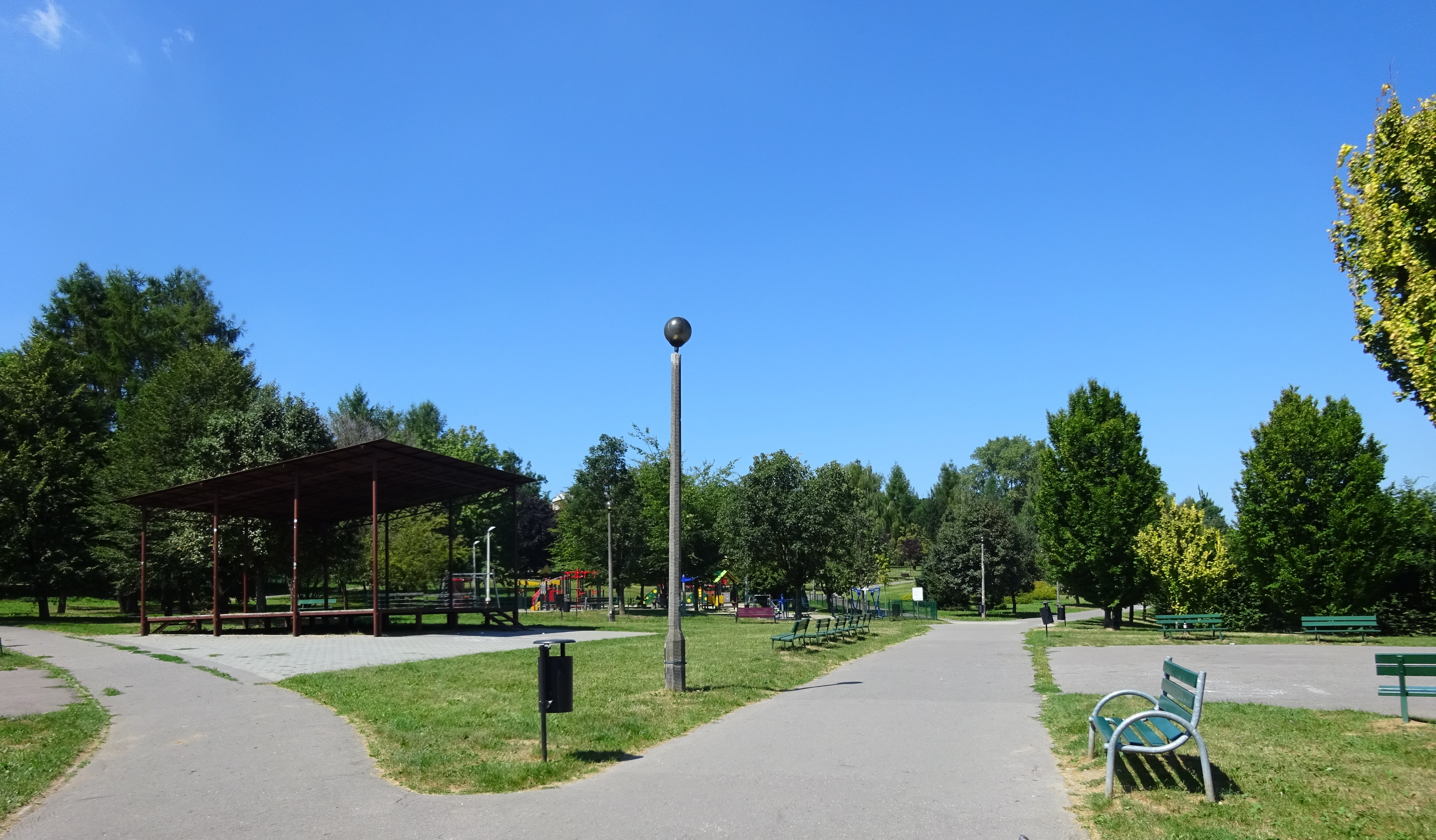
Widok ogólny, scena plenerowa
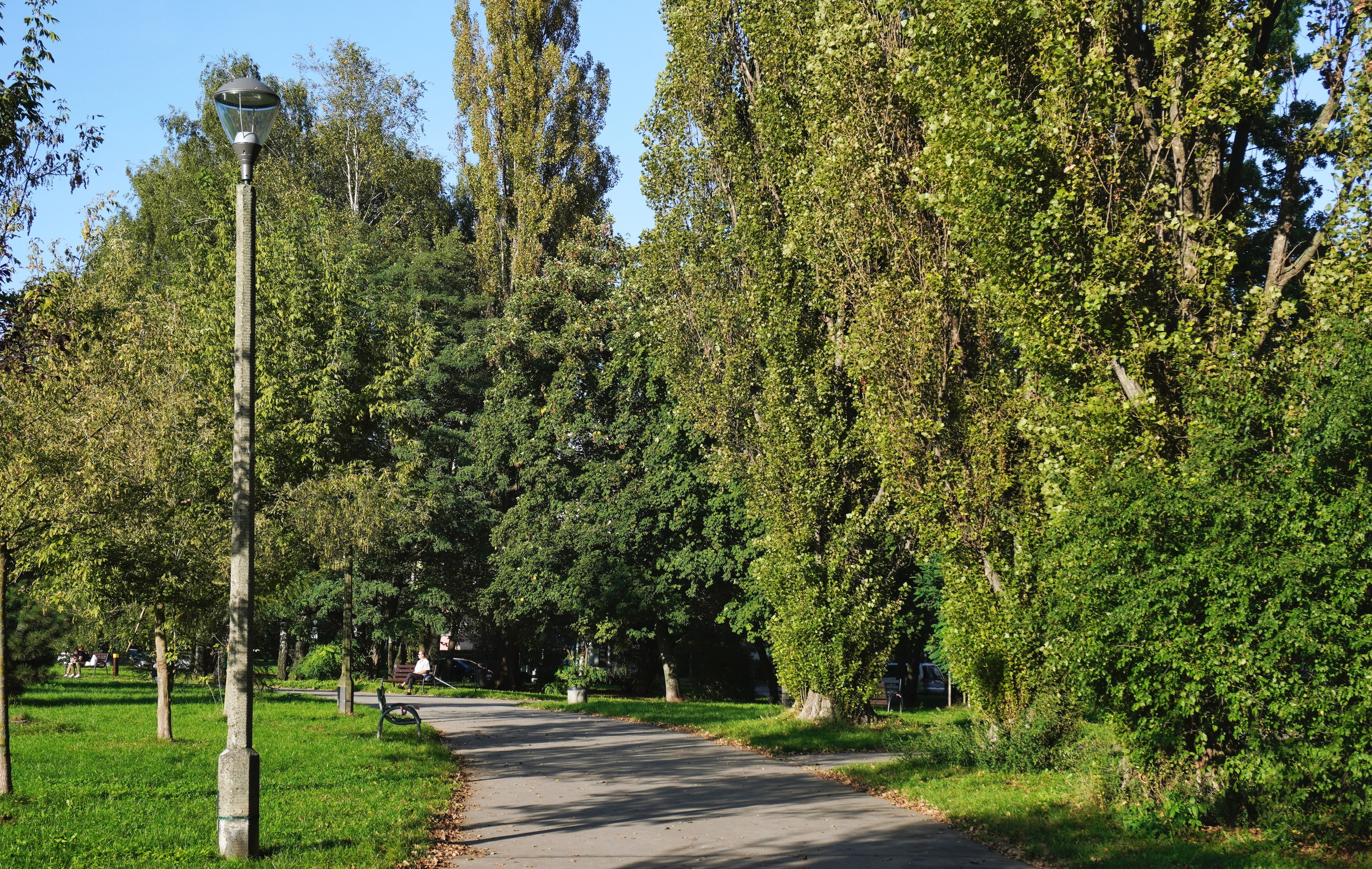
Widok ogólny na północny wschód
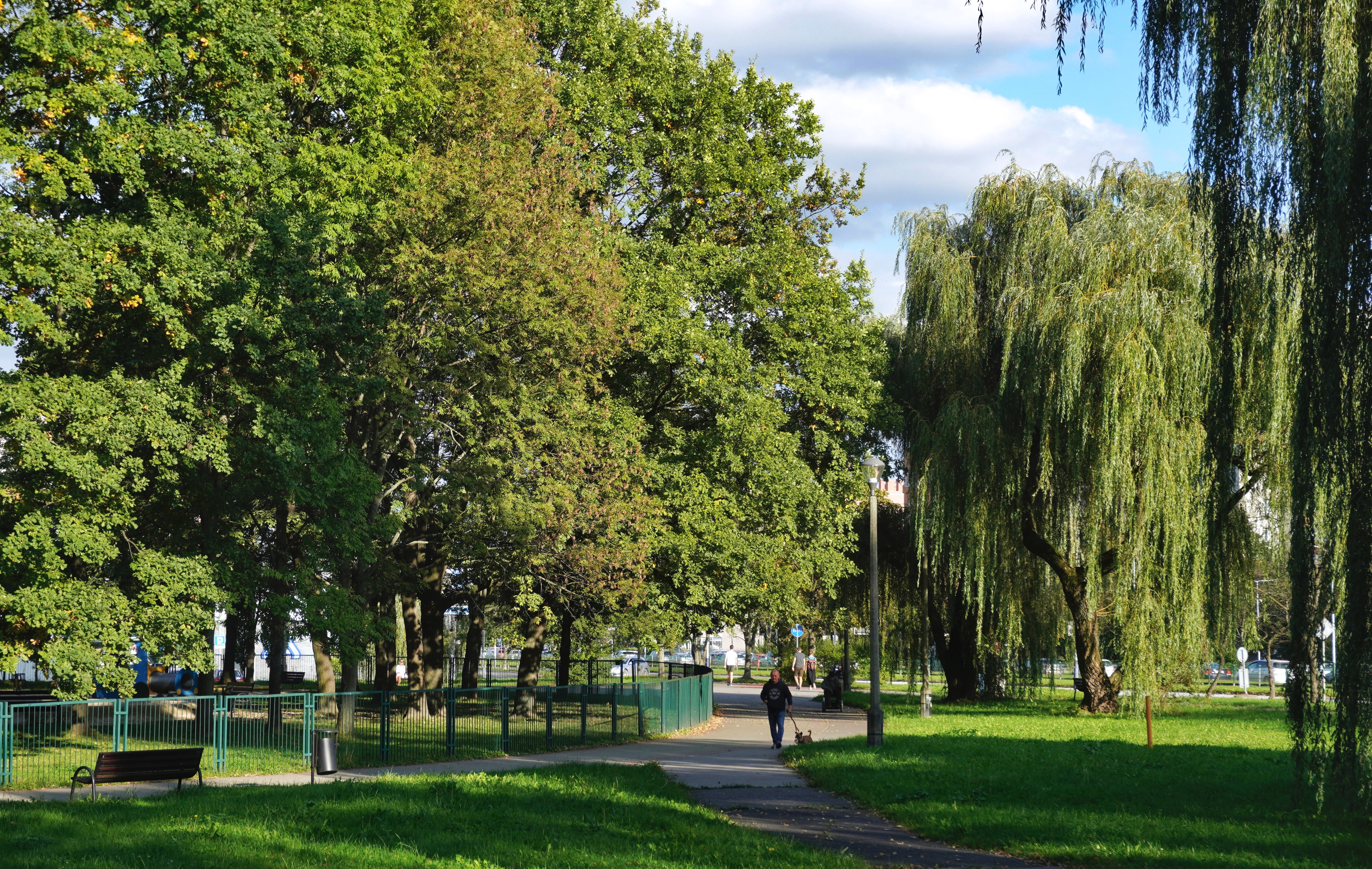
Widok ogólny na wschód
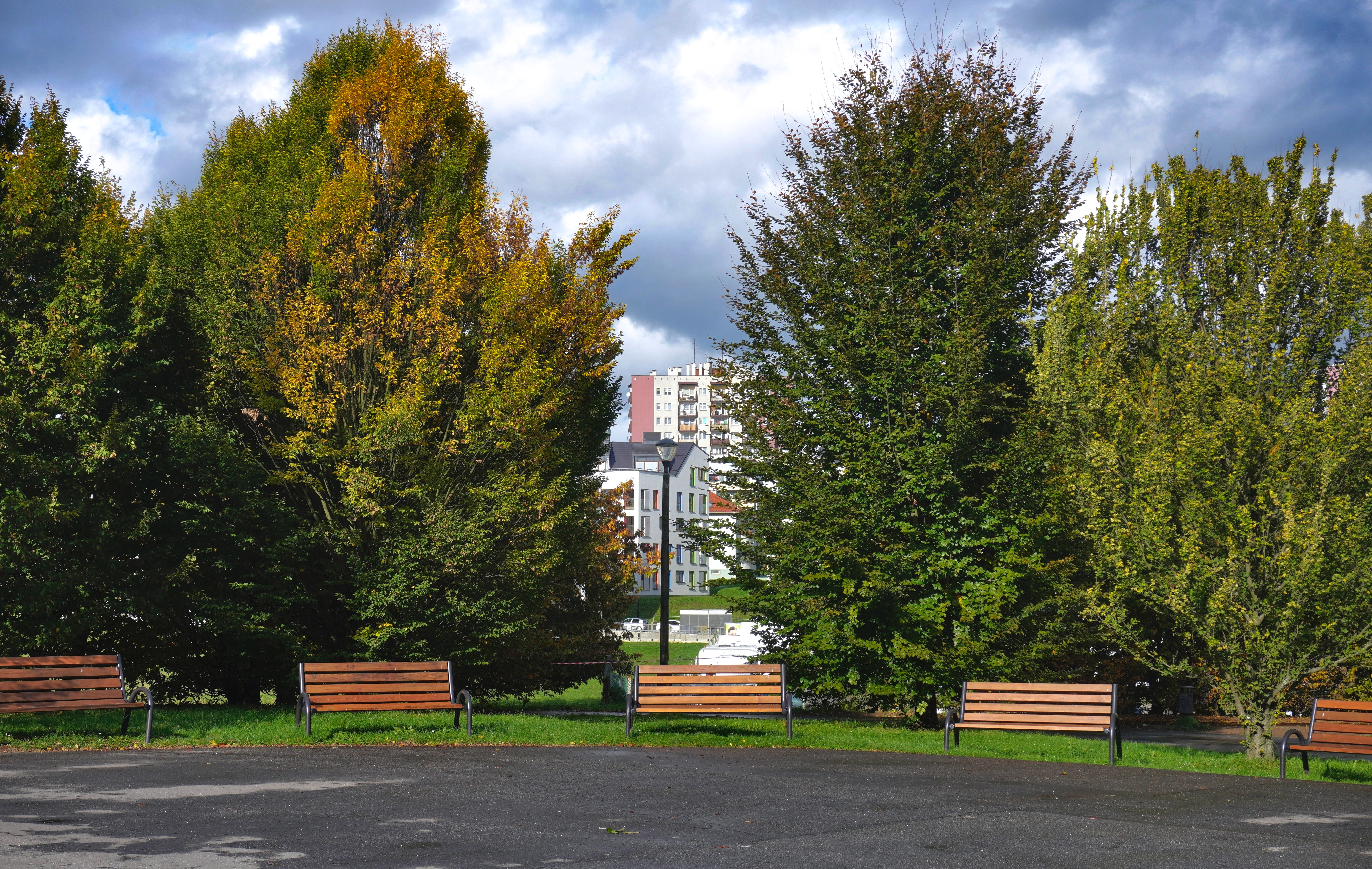
Widok ogólny na północ
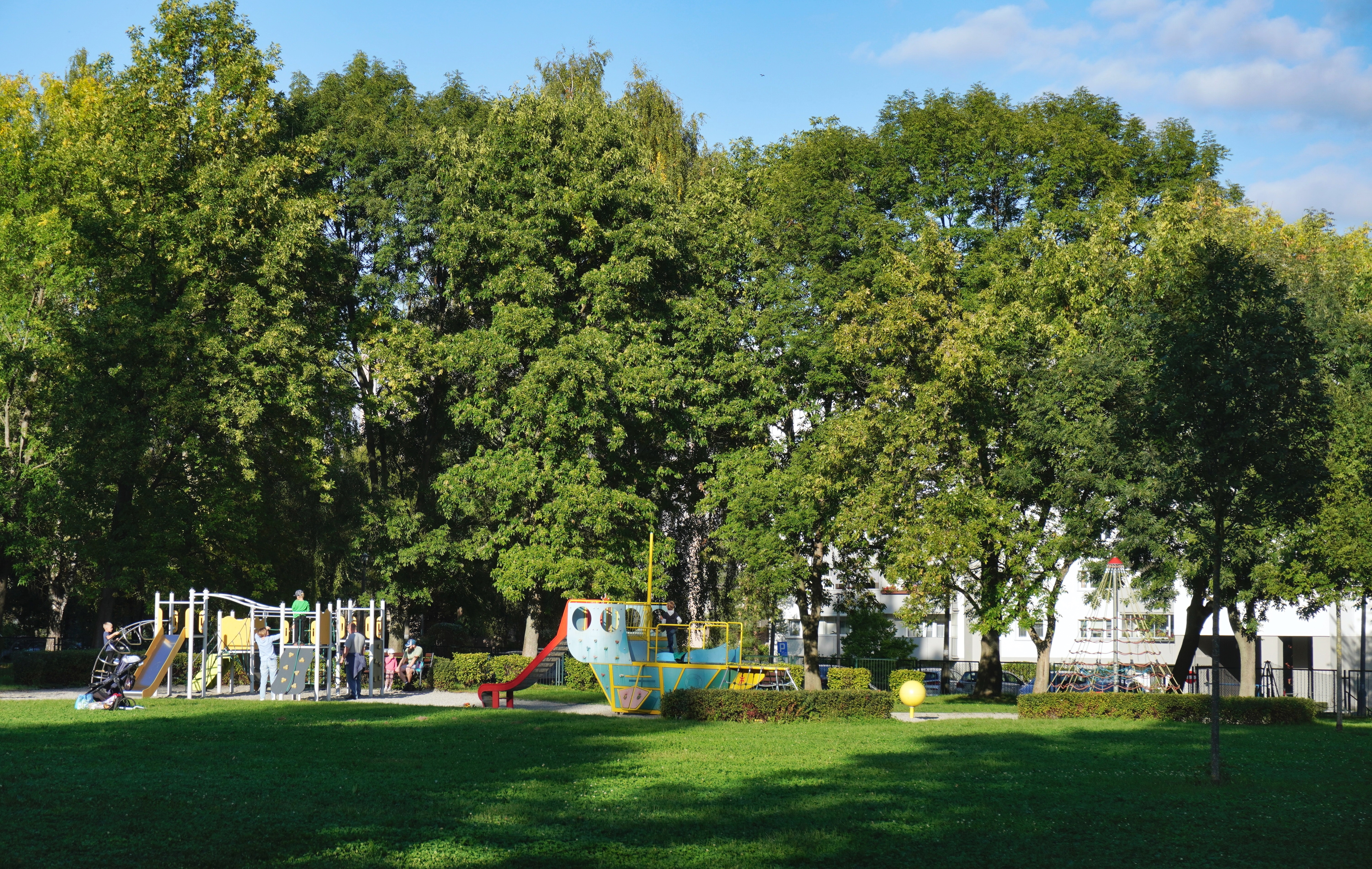
Plac zabaw
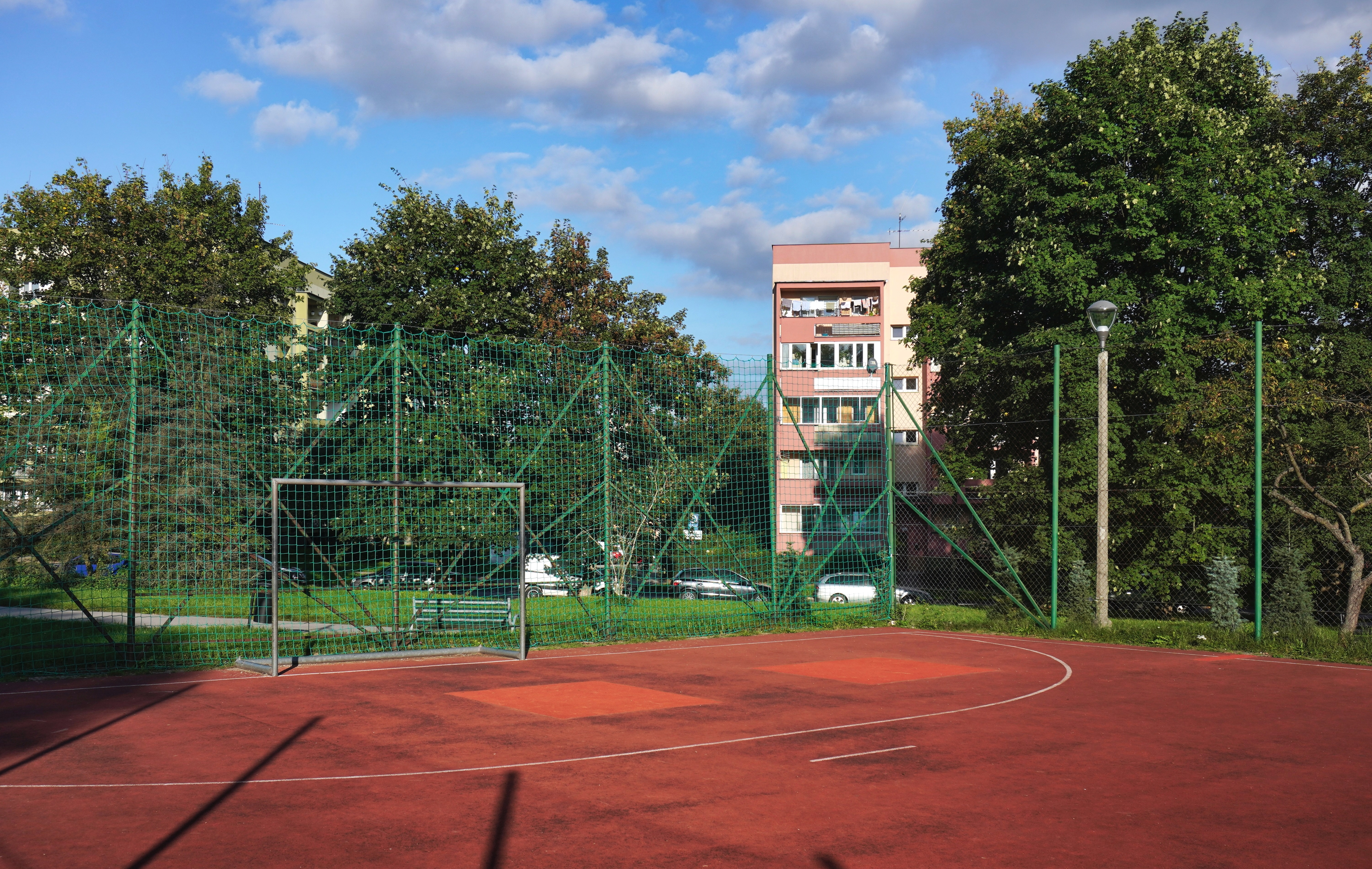
Boisko do piłki nożnej